# Proserpinus gaurae
Proserpinus gaurae là một loài bướm đêm thuộc họ Sphingidae. Nó được tìm thấy ở Texas và Louisiana phía đông đến miền bắc Florida, phía bắc đến Alabama, Missouri, miền bắc Georgia và South Carolina.
Sải cánh dài 45–48 mm.
Ấu trùng ăn Oenothera, Gaura và Epilobium.